# پوهاتان

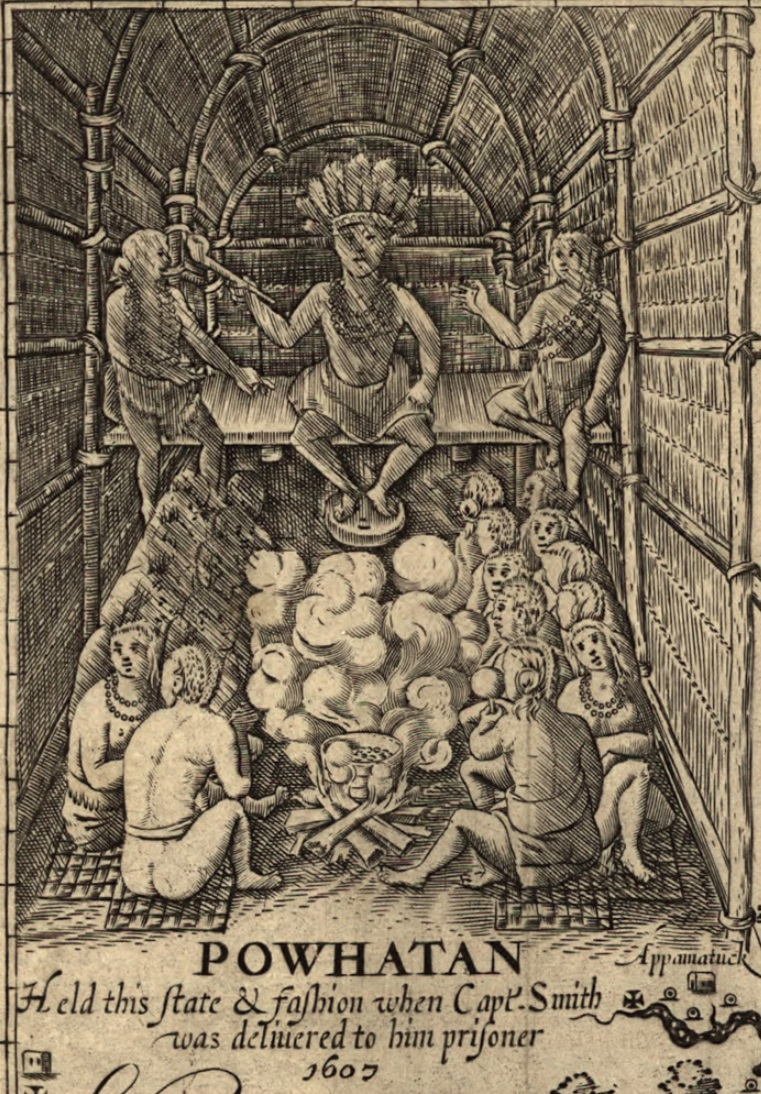
فرمانده پوهاتان، برگرفته از نقشه‌ای اثر جان اسمیت

فرماندهٔ پوهاتان یا وانسونکاک(زادهٔ ۱۵۴۵- مرگ پیرامون ۱۶۱۸ میلادی)رهبر قبیله‌ای سرخ‌پوست و نیرومند در ویرجیانا به نام پوهاتان بود. او فرماندهی این قبیله را در هنگام نخستین رویارویی‌هایشان با مستعمره‌نشینان انگلیسی را بر گرده داشت.
از زندگی او تا پیش از برخورد با انگلیسیان در ۱۶۰۷ میلادی آگاهی چندانی در دست نیست. می‌نماید که او فرماندهی اتحادی از قبیله‌های پوهاتان را در آغاز سدهٔ هفدهم در دست داشته‌است.
پیوند میان فرماندهٔ پوهاتان با مستعمره‌نشینان با به بند کشیده شدن یک انگلیسی به نام جان اسمیت از سران جیمزتاون آغازشد. برادر فرمانده او را شکار کرد ولی او از مرگ رهید و با فرمانده پیوندی برقرار ساخت و معامله‌هایی آغاز نمود. برای نمونه خانه‌ای به سبک انگلیسی برای او ساخت و در برابرش برای مستعمره‌نشینان گرسنه خوراک فراهم آورد.
از ۱۶۰۹ جنگ‌های انگلیس و پوهاتان آغاز شد. وانسونکاک در ۱۶۱۸ مرد و تا پیش از مرگ از نیروی فرماندهیش کاسته شده‌بود. پس از مرگش اوپیچپام برادرش قدرت را به دست آورد.